# Vichentie Moraru
Vichentie Moraru (în rusă Викентий Морарь) (n. 4 octombrie 1953, Sculeni, raionul Ungheni) este un cleric ortodox din Republica Moldova, care a îndeplinit demnitățile de episcop de Bender (Tighina), vicar al Arhiepiscopiei de Chișinău (1990-1995) și de episcop de Abakan și Kîzîl (1995-1999), ulterior arhiepiscop de Ekaterinburg și Verhoturie (1999-2011), mitropolit de Tașkent și Uzbekistan (din 2011) (aflându-se sub oblăduirea canonică a Patriarhiei Moscovei).

## Biografie
Vichentie Moraru s-a născut la data de 4 octombrie 1953, în satul Sculeni din raionul Ungheni, în familia unui preot de origine română. A primit la botez numele de Victor Alexandrovici Moraru. După absolvirea școlii secundare, a lucrat ca muncitor în metal și a fost ipodiacon al episcopului Vartolomeu Gondarovski al Chișinăului și Moldovei. Între anii 1971-1973 a efectuat stagiul militar obligatoriu în cadrul Armatei Sovietice.
Acesta voia să devină medic, dar, din cauza religiozității familiei sale, a ales calea bisericii. În anul 1974 a fost admis la studii la Seminarul Teologic de la Moscova (1974-1978), apoi a urmat cursurile Academiei Teologice din Moscova (1978-1982), pe care le-a absolvit cu titlul de candidat în teologie cu lucrarea "Studiul Sf. Ignatius Briancianinov despre rugăciune". În anul 1981 este tuns în monahism de către arhimandritul Ieronim Zinoviev, starețul Lavrei Serghiev Posad din Moscova. La data de 19 mai 1981, rectorul Academiei Teologice din Moscova, arhiepiscopul Vladimir Sabodan, ulterior mitropolit al Kievului și a întregii Ucraina, l-a hirotonit ierodiacon, apoi la 18 ianuarie 1982 este hirotonit ieromonah de către același arhiereu. Din anul 1982 intră ca ieromonah în Lavra Serghiev Posad din Moscova. În anul 1985 a fost ridicat la rangul de egumen.

## Episcop al Tighinei
La data de 20 iulie 1990, Sf. Sinod al Bisericii Ortodoxe Ruse l-a ales pe egumenul Vichentie Moraru ca episcop de Bender (Tighina), Vicar al Arhiepiscopiei de Chișinău. Patriarhul Moscovei a dispus ridicarea sa la 28 august 1990 la rangul de arhimandrit. A fost hirotonit întru arhiereu la 2 septembrie 1990 în Catedrala "Nașterea Domnului" din Chișinău de către Patriarhul Alexei al II-lea al Moscovei și al întregii Rusii. În timpul păstoririi sale, PS Vichentie s-a implicat prin înființarea și dezvoltarea Seminarului Teologic de la Mănăstirea Noul Neamț din Chițcani, care este în prezent cel mai mare centru spiritual și educațional al Mitropoliei Chișinăului și al întregii Moldove. Această perioadă a coincis cu cea a războiului din Transnistria, dar și cu formarea așa-zisei Republici Găgăuze, IPS Vichentie controlând biserici în toate cele 3 zone și fiind nevoit să treacă așa-zisele granițe și să se ferească de gloanțe. Acesta consideră conflictul transnistrean un război de neînțeles, în care luptau "fiu contra tată, frate contra frate", catalogându-i pe oamenii care au luptat de ambele părți drept "soldații noștri".
PS Vichentie s-a remarcat și prin susținerea frenetică a intereselor rusești în Basarabia. Începând din anul 1992, reprezentanții Mitropoliei Basarabiei au prezentat în repetate rânduri cazuri de persecutare și molestare a membrilor acestei comunități religioase (preoți și credincioși), atentate asupra mitropolitului, hărțuirea judiciară pe diverse căi. Episcopul Vichentie Moraru s-a aflat printre cei care s-au opus vehement reactivării Mitropoliei Basarabiei (sub oblăduirea canonică a Patriarhiei Române).
Astfel, la data de 19 iulie 1993, prim-vicepremierul Republicii Moldova, Victor Cătan, la solicitarea Administrației Mitropoliei Chișinăului, a dat dispoziție tuturor comisarilor secțiilor de poliție ale Ministerului Afacerilor Interne al Republicii Moldova să ia măsuri corespunzătoare împotriva celor care au trecut de sub jurisdicția Patriarhiei Moscovei sub oblăduirea canonică a Patriarhiei Române. Cu concursul autorităților, Episcopul Vichentie Moraru al Benderului (Tighina) a condus o trupă de polițiști care i-au atacat în zilele de 2, 10 și 21 august 1993 pe credincioșii din parohia Aluatu (raionul Taraclia), trecută la Mitropolia Basarabiei. În noaptea de 21 august 1993, la orele 23.50, în timp ce întreg Consiliul parohial din satul Aluatu se întorcea dintr-un pelerinaj de la Mănăstirea Putna, Episcopul Vichentie, împreună cu primarul Maria Puiu și cu soțul acesteia, au spart cu toporul ușile bisericii „Sfântul Ștefan cel Mare" și au pătruns în lăcașul de cult . 
La 2 mai 1994 l-a hirotonit diacon pe Ambrozie Munteanu, viitorul Episcop de Bogorodsk.
De asemenea, la 15 mai 1994, Episcopul Benderului, Vichentie Moraru, a condus personal o trupă de polițiști, preoți și credincioși ai Mitropoliei Chișinăului, care au atacat Parohia din orașul Hîncești, în timp ce preoții Anatolie Bălan și Ioan Ciuntu pregăteau Sf. Proscomidie, necesară pentru săvârșirea Sf. Liturghii. După o confruntare de mai bine de trei ore cu credincioșii acestei parohii, invadatorii au reușit în final să ocupe biserica prin forță. La acest atac a participat și Gheorghe Armașu, directorul Serviciului de Stat pentru Problemele Cultelor de pe lângă Guvernul Republicii Moldova .

## Arhiepiscop în Rusia
Ca urmare a înființării unei noi eparhii pentru Republicile Autonome Hacasia și Tuva (aflate în partea de sud a Siberiei), la data de 17 iulie 1995, Sf. Sinod al Patriarhiei Moscovei l-a numit pe PS Vichentie ca episcop de Abakan și Kîzîl. Prin Decretul Patriarhului Aleksei al II-lea al Moscovei din 19 februarie 1999, a fost ridicat la rangul de arhiepiscop. La data de 19 iulie 1999 a fost numit ca arhiepiscop de Ekaterinburg și Verhotursk. De asemenea, a devenit și rector al Seminarului Teologic din Ekaterinburg. În iunie 2003, IPS Vichentie a fost ales ca președinte al Fondului Makarev.

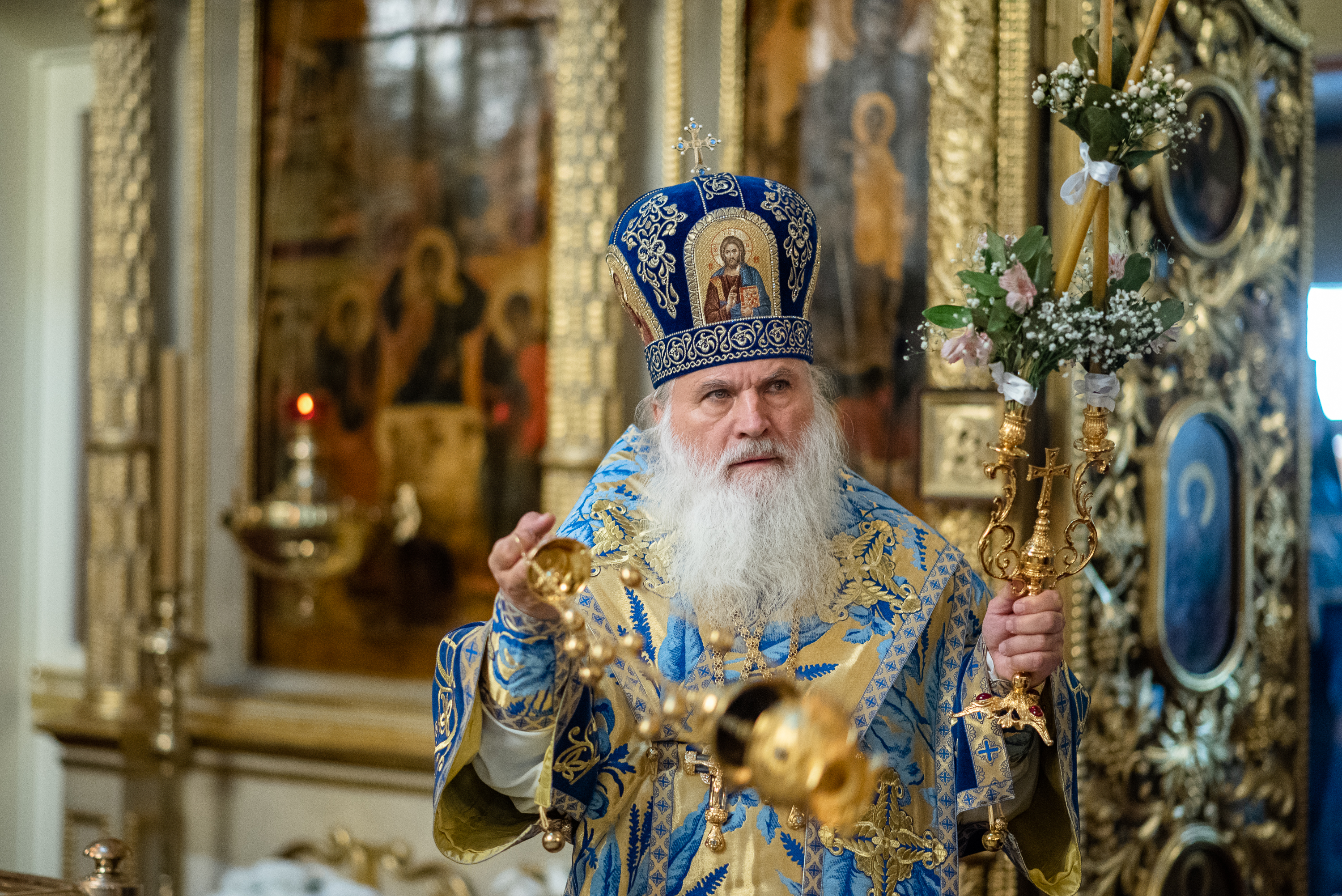

La data de 11 mai 2008, în timpul ședinței avute de mitropolitul Vladimir Cantarean al Chișinăului și întregii Moldove cu slujitorii Eparhiei de Edineț și Briceni, unii preoți l-au propus pe arhiepiscopul Vichentie pentru a ocupa scaunul vacant de episcop al acestei eparhii .
Ca urmare a invitației formulate de IPS Arhiepiscop Vichentie de Ekaterinburg și Verhotursk, în perioada 19-22 iulie 2008, mitropolitul Vladimir Cantarean s-a aflat în vizită în Eparhia de Ekaterinburg. IPS Vichentie l-a dus în vizită la noul sediu eparhial, Catedrala arhiepiscopală în cinstea „Sf. Treimi”, la biserica închinată familiei împărătești, pe locul fostei moșii a dinastiei Ipatev unde a avut loc martiriul țarului Nicolae al II-lea și al familiei imperiale ruse, la Biserica „Sf. Serafim de Sarov” din orașul Novouralsk, la complexul monahal ridicat în cinstea familiei împărătești .
Acesta a continuat să se implice și în viața religioasă a Mitropoliei Chișinăului, participând la numeroase evenimente. A participat de asemenea și la slujba în care basarabeanul Teodosie Gaju a fost hirotonit Episcop de Bișkek și Kîrgîstan.

## Scandaluri mediatice
Presa locală din Ekaterinburg l-a acuzat în mod repetat de tendință către "lux" , în special datorită faptului că "în condițiile sărăciei din Rusia”, el s-a așezat într-un “fotoliu țarist”, la care arhiepiscopul Vichentie a replicat următoarele: “Din această luptă imaginară cu mizeria s-a petrecut teribila catastrofă din Rusia - revoluția. Dacă discutăm astfel, atunci ar trebui să ne așezăm cu toții pe jos ”.

## Distincții
Arhiepiscopul Vichentie Moraru a fost distins cu următoarele ordine:
- Ordinul "Pentru merit" al Uniunii Veteranilor Ruși din Afganistan
- Ordinul "Sf. Serghei de Radonej", clasa a II-a (24 septembrie 2000) - conferit de către Patriarhul Alexei al II-lea al Moscovei, în Catedrala "Sf. Treime" din Ekaterinburg
- Ordinul "Sf. Inochentie, mitropolitul Moscovei și Kolomnei", clasa a II-a
- Ordinul "Sf. Ana", clasa a II-a (21 iulie 2008) - acordat de către șeful Casei Imperiale a Romanovilor, Maria Vladimirovna Romanova [11]
- Ordinul „Cuv. Paisie Velicikovski”, gradul II (22 iulie 2008) - acordat de către mitropolitul Vladimir Cantarean al Chișinăului și a întregii Moldove, "drept recunoștință pentru activitatea spre binele eparhiei, precum și pentru contribuția adusă întru renovarea catapetesmei catedralei de la Chișinău" [12]